# Whernside
Whernside är ett berg i Storbritannien.   Det ligger i grevskapet Cumbria och riksdelen England, i den centrala delen av landet, 300 km nordväst om huvudstaden London. Toppen på Whernside är 736 meter över havet.
Terrängen runt Whernside är huvudsakligen lite kuperad. Whernside är den högsta punkten i trakten. Runt Whernside är det ganska glesbefolkat, med 47 invånare per kvadratkilometer. Närmaste större samhälle är Settle, 19,7 km söder om Whernside. Trakten runt Whernside består i huvudsak av gräsmarker.